# ХК Жилина
МсХК Жилина (слч. Mestský Hokejový Klub Žilina) професионални је словачки клуб хокеја на леду из града Жилине. Тренутно се такмичи у елитној хокејашкој Екстралиги Словачке.
Највећи успех у историји клуб је остварио у сезони 2005/06. када је освојена титула националног првака. Традиционалне клупске боје су жута, зелена и црна, а своје домаће утакмице екипа игра у Гармин арени, леденој дворани капацитета 6.200 седећих места за хокејашке утакмице.

## Клупска историја
Хокејашки клуб у Жилини основан је 25. јануара 1925. године под називом Спортски клуб Жилина. Прву званичну утакмицу екипа је одиграла три године касније, 16. децембра 1928. против тадашње Славије из Банске Бистрице (забележивши пораз од 0:3). Све до окончања Другог светског рата и успостављања јединствене Чехословачке државе, самим тим и хокејашке лиге, екипа Жилине се такмичила у превенству централне Словачке, а највећи успех у том рангу такмичења била је титула првака у сезони 1931/32.
У највишој чехословачкој лиги играли су у два наврата, али без неког значајнијег успеха. Иако су у сезони 1964/65. освојили прво место у тадашњој Првој националној лиги Словачке (други ранг чехословачког хокеја), нису успели да се кроз бараж по трећи пут изборе за наступ у најјачој националној лиги.
Након распада Чехословачке клуб наставља да се такмичи у другој лиги Словачке, а први пласман у Словачку екстралигу остварили су тек у сезони 200/01. када је освојена титула у другој лиги. Највећи успех у историји клуб је остварио у сезони 2005/06. када је, након победе над екипом Попрада у финалу доигравања са укупно 4:3 (у победама), освојена титула националног првака Словачке. Захваљујући тој титули екипа је по први пут заиграла на међународној сцени, у тадашњем Купу европских шампиона.